# Weinmannia trichosperma
Espèce
Classification phylogénétique
Weinmannia trichosperma, le tineo, est un arbre à feuilles persistantes de la famille des cunoniaceae, il est originaire du Chili et d'Argentine, entre 35°S et 47°S où il est endémique de la laurisylve des forêts tempérées valdiviennes.

## Description
Weinmannia trichosperma peut atteindre 30 m de haut. Il a un tronc droit, gris, avec écorce fissurée atteignant 1 m de diamètre. Ses feuilles sont imparipennées et opposées. Entre les folioles se trouvent des ailes triangulaires donnant à chaque paire un contour rhomboïde. Il y a deux stipules caduques à la base des feuilles. Les feuilles mesurent environ 3 à 8 cm de long et 2 à 4 cm de large et les folioles mesurent 0,6 à 1,6 cm de long et 0,6 à 1 cm de large et denté. Le feuillage a tendance à être clairsemé et étalé.
Les fleurs sont hermaphrodites, petites, blanches et regroupées en grappes. Le calice est composé de 4 à 5 sépales imbriqués ; la corolle a 3 à 5 pétales composites ; l'androcée a 8-10 étaminess ; le gynécée a un ovaire supère avec 2 carpelles et des stigmates blancs.
Le fruit est une capsule coriace obovale qui est divisée en deux. En automne, la capsule devient rouge vif et mesure 6 à 9 mm de long et 2 mm de large. Il s'ouvre au milieu entre les styles. Les graines sont ellipsoïdes, brun clair, à poils blancs épars et petites : 1 mm de long et 0,6 mm de large.

## Culture et utilisations
L'écorce peut être utilisée pour tanner le cuir. W. trichosperma est cultivé au Chili comme arbre ornemental. Les fleurs sont utilisées par les abeilles européennes introduites pour fabriquer un miel très parfumé. Le bois est dur et forme des motifs alternés de grain vif de couleurs foncée et claire, ce qui le rend très prisé pour les utilisations décoratives. Il prospère dans les climats frais et humides et réussit comme plante ornementale en Irlande du Nord, en Écosse, dans certaines parties de l'Angleterre et sur la côte nord du Pacifique aux États-Unis.

## Étymologie
Le nom générique Weinmannia,  honore le botaniste allemand Johann Wilhelm Weinmann (en) (1782–1858) ; le nom spécifique  trichosperma, est formé sur le grec (« graines poilues »). Le nom vernaculaire tineo appartient au vocabulaire mapuche.